# Катрикала, Антонио
Антонио Катрикала (итал. Antonio Catricalà, 7 февраля 1952, Катандзаро — 24 февраля 2021, Рим) — итальянский политик, профессор, юрист и судья.

## Биография
Катрикала с отличием окончил юридический факультет Римского университета «Ла Сапиенца». Позже он выиграл конкурс в ординарную магистратуру и сдал квалификационный экзамен на юриста. Впоследствии он стал по конкурсу советником и президентом секции Государственного совета Италии. Он также преподавал частное право на юридическом факультете Римского университета Тор Вергата. 
Он был президентом Управления конкуренции Италии с 9 марта 2005 года по 16 ноября 2011 года. 18 ноября 2010 года он был назначен председателем Управления по электроэнергии и газу, но через несколько дней отказался от этой должности, чтобы остаться президентом Антимонопольного управления. 
16 ноября 2011 года он был назначен заместителем государственного секретаря при президенте Совета министров, исполняя обязанности секретаря совета в кабинете Монти. 2 мая 2013 года был назначен заместителем министра Минэкономразвития в кабинете министров Летта, курировал вопросы связи.
28 октября 2014 года Катрикала объявил, что ушёл с поста президента секции Государственного совета, чтобы продолжить карьеру юриста, и основал «Юридическую академию». Впоследствии он стал партнёром «Studio Lipani Catricalà & Partners». 30 июня 2015 года он был назначен президентом «Органа по управлению списками финансовых агентов и кредитных брокеров». 20 апреля 2017 года он был назначен председателем правления «Aeroporti di Roma SpA». 
Катрикала покончил жизнь самоубийством 24 февраля 2021 года в своей квартире в Риме с помощью револьвера. Причины суицида так и не были выяснены, хотя его жена Диана Агости заявила в интервью, что у Катрикалы была скрытая депрессия из-за проблем со здоровьем.